# Jodling
Jodling (afledt af jodle, fra det tyske jodeln) er en form for ordløs sang, der karakteriseres af en forlænget tone med hyppige skift af tonehøjden i stemmen fra brysttone til falset; fremkaldende en skiftevis høj og lav lyd. Sangteknikken er nok bedst kendt fra alpelandene Schweiz, Østrig og Bayern i det sydlige Tyskland. Forskellige former for jodling findes hos de afrikanske pygmæer (mokombi), hos inuiterne, i Kaukasus, Melanesien, Palæstina, Kina, Thailand og Cambodja, i USA, Spanien ("alalá"), Lapland (joik), Sverige (kulning), Polen, Slovakiet, Rumænien, Georgien og Bulgarien.